# Guanhães
Guanhães là một đô thị thuộc bang Minas Gerais, Brasil. Đô thị này có diện tích 1076,036 km², dân số năm 2007 là 29286 người, mật độ 27,7 người/km².